# Głos Kanadyjski
Głos Kanadyjski – pierwsze historycznie pismo polskojęzyczne w Kanadzie. Tygodnik o profilu narodowo-katolickim (z dewizą „Wiara, Ojczyzna i Nauka”), wydawany w okresie od czerwca 1904 do 1905 w Winnipegu w prowincji Alberta przez polskich misjonarzy oblatów, którzy przeobrazili tamtejszą Parafię Świętego Ducha w centrum polskości. Kościół wybudował w 1899 Wojciech Kulawy, pierwszy misjonarz obsługujący polskich wiernych w zachodniej Kanadzie. On też założył tygodnik, który okazał się efemerydą.
Mimo iż Głos Kanadyjski otrzymywał subsydia od Partii Konserwatywnej, współpracującej z katolickim klerem, było to zbyt wielkie przedsięwzięcie finansowe i personalne, dlatego na pewien czas zatrzymano druk gazety, która od 1908 wznowiła działalność jako Gazeta Katolicka w Kanadzie, a jeszcze później działała pod nazwą Gazeta Polska w Kanadzie.